# 結構穩定性
数学裡的結構穩定性是动力系统的基本性質，是指軌跡的質性行為不會被小擾動（明確的說，是C1小的擾動）所影響。
這類質性性質的例子包括有不动点、周期点（但不包括其週期）。結構穩定性和李雅普诺夫稳定性不同，李雅普诺夫稳定性考慮固定系統初始條件的擾動，結構穩定性則是處理系統本身的擾動。此概念的變體可應用在常微分方程、微分流形上的向量場、所產生的流，以及微分同胚。
結構穩定系統是由亚历山大·安德罗诺夫和列夫·庞特里亚金在1937年提出的，當時用的名稱是systèmes grossiers或粗糙系統（rough systems）。他們提出了平面上粗糙系統的characterization，也就是Andronov–Pontryagin準則。在此例中，結構穩定的系統是「典型的」，在所有具有適當拓撲的系統空間中形成一個開放的密集集。在更高維度則不是如此，意指高維度下，典型的動態系統可能非常複雜（例如奇異吸引子）。任意維度的結構穩定系統中，很重要的一類是由阿诺索夫微分同胚和流所產生的。在1950年代末和1960年代初期，Maurício Peixoto和Marília Chaves Peixoto受到安德罗诺夫和庞特里亚金研究的影響，發展且證明了Peixoto定理，是第一個結構穩定性的通用characterization。